# Скородумка (Ростиловское муниципальное образование)
Скородумка — деревня в Грязовецком районе Вологодской области.
Входит в состав Ростиловского муниципального образования, с точки зрения административно-территориального деления — в Ростиловский сельсовет.
Расстояние по автодороге до районного центра Грязовца — 10 км, до центра муниципального образования Ростилово — 3 км. Ближайшие населённые пункты — Ростилово, Большое Косиково, Никола-Пенье.
По переписи 2002 года население — 14 человек.